# Phare de Senigallia
Le phare de Senigallia (en italien : Faro di Senigallia) est un phare situé dans le port de Senigallia, dans la région des Marches en Italie. Il est géré par la Marina Militare.

## Histoire
Le premier phare, mis en service en 1847, était une tour octogonale en maçonnerie centrée sur une maison de gardien. Le phare actuel, mis en service en 1950, est automatisé et se trouve sur le mole est du port de Senigallia.

## Description
Le phare  est une tour carrée, avec galerie et lanterne métallique au-dessus d'un grand bâtiment de trois étages de 17 m de haut. Le phare est blanc avec quatre bandes noires et le dôme de la lanterne est gris métallique. Il émet, à une hauteur focale de 17 m, deux longs éclats blancs de 2 secondes toutes les 15 secondes. Sa portée est de 15 milles nautiques (environ 28 km) pour le feu principal et 11 milles nautiques (environ 20 km) pour le feu de veille.
Il possède aussi un feu secondaire jaune émettant un flash toutes les 3 secondes à 9 m de haut et visible jusqu'à 8 milles nautiques (environ 15 km).
Il est équipé d'une corne de brume dont le signal, donné par période de 45 secondes, émet la lettre D en code morse audible jusqu'à 8 milles nautiques (environ 15 km).
Identifiant : ARLHS : ITA-181 ; EF-3954 - Amirauté : E2358 - NGA : 11276 .

## Caractéristiques dufeu maritime
Fréquence : 15 s (W-W)
- Lumière : 3 secondes
- Obscurité : 2 secondes
- Lumière : 3 secondes
- Obscurité : 7 secondes

### Lien connexe
- Liste des phares de l'Italie